# 6971 Омоґокей
6971 Омоґокей (6971 Omogokei) — астероїд головного поясу, відкритий 8 лютого 1992 року.
Тіссеранів параметр щодо Юпітера — 3,306.
Названо на честь Омоґокей (яп. おもごけい(面河渓) омоґокей)